# 彭城广场站
彭城广场站是徐州地铁1号线与2号线的地铁车站，是一个换乘站，位于中华人民共和国江苏省徐州市鼓楼区与云龙区交界淮海东路与彭城路交叉口，1号线车站于2019年9月28日开通，2号线车站于2020年11月28日开通。本站为徐州地铁首个换乘车站。

## 车站结构
彭城广场站位于淮海东路与彭城路交叉口，1号线车站沿淮海东路东西设置，为地下四层分离岛式站台车站，车站明挖厅长139.55米，宽51.05米，暗挖左线部分长为37.35米，标准段宽11.5米，暗挖右线部分长为135.6米，标准段宽11.5米。2号线车站沿彭城路南北设置，为地下三层岛式站台车站，车站长216.95米，标准段宽22.9米。车站地下一层为商业开发层，地下二层为站厅层，地下三层为2号线站台层，地下四层为1号线站台层，所有站台均设置全高站台门。两线站厅相通，换乘采用L型换乘形式，换乘节点连接2号线站台南侧与1号线站台东侧。
|                   |  | █ 2号线往客运北站（庆云桥） |
| 島式 · 開左邊车门 |  |                             |
|                   |  | █ 2号线往新城区东（户部山） |

|                     |  | █ 1号线往路窝（徐医附院）     |
| 分離式 · 開左邊车门 |  |                               |
| 通道连接两侧站台    |  |                               |
| 分離式 · 開左邊车门 |  |                               |
|                     |  | █ 1号线往徐州东站（民主北路） |

## 车站出口
彭城广场站目前开放10个出入口，各出口及周围设施如下所示：
| 出口编号             | 照片 | 出口指示         | 建议前往的目的地                              |
| -------------------- | ---- | ---------------- | --------------------------------------------- |
| 2 · 出口             |      | 淮海东路（南侧） | 悠沃时尚街区，彭城饭店                        |
| 5 · 出口             |      | 彭城路（东侧）   | 苏宁广场                                      |
| 6 · 出口             |      | 苏宁广场         | 苏宁广场                                      |
| 7 · 出口             |      | 彭城路（东侧）   | 苏宁广场                                      |
| 9 · 出口 · （设有）  |      | 彭城路（西侧）   | 金鹰·上街，金鹰上街回形街区                   |
| 12 · 出口            |      | 彭城路（西侧）   | 金鹰·上街，金鹰上街回形街区，城下城遗址博物馆 |
| 13 · 出口 · （设有） |      | 淮海东路（北侧） | 古彭大厦，彭城广场                            |
| 15 · 出口            |      | 金鹰·上街        |                                               |
| 18 · 出口            |      | 河清路（北侧）   | 徐州文庙，金鹰国际购物中心                    |
| 19 · 出口            |      | 河清路（北侧）   | 金鹰国际购物中心                              |
| 图例： 设有          |      |                  |                                               |

## 接驳交通

### 公交车
- 供销大厦：1路，1路区间，10路，11路，11路附，14路夜，39路，48路东行，48路南行，612路，909路
- 彭城饭店：10路，14路，14路夜，32路，33路，37路，46路北行，46路西行，46路夜，63路，91路，91路夜，定制520路，临游8路，游5路
- 彭城广场：6路，6路夜，17路，21路，47路，55路夜，专27路

## 车站历史
本站工程名与正式站名均为彭城广场站，以车站所处的彭城广场命名。
- 2017年4月30日，2号线车站主体结构封顶[5]。
- 2018年8月18日，1号线车站主体结构封顶[6]。
- 2019年9月28日，车站随1号线一期通车开通[1]。
- 2020年11月28日，2号线一期通车，车站成为换乘车站[2]。